# Ferg Handley
Pour les articles homonymes, voir Handley (homonymie).
Ferg Handley est un scénariste de comics britannique.

## Biographie
Né à Chichester en Angleterre, il part durant son enfance en Écosse.

## Publications
- Marvel Heroes (UK)
- Spectacular Spider-Man (UK)
- Marvel Rampage
- Commando
- Thundercats